# Vandalen

Karte der germanischen Stämme um 50 n. Chr. (ohne Skandinavien)

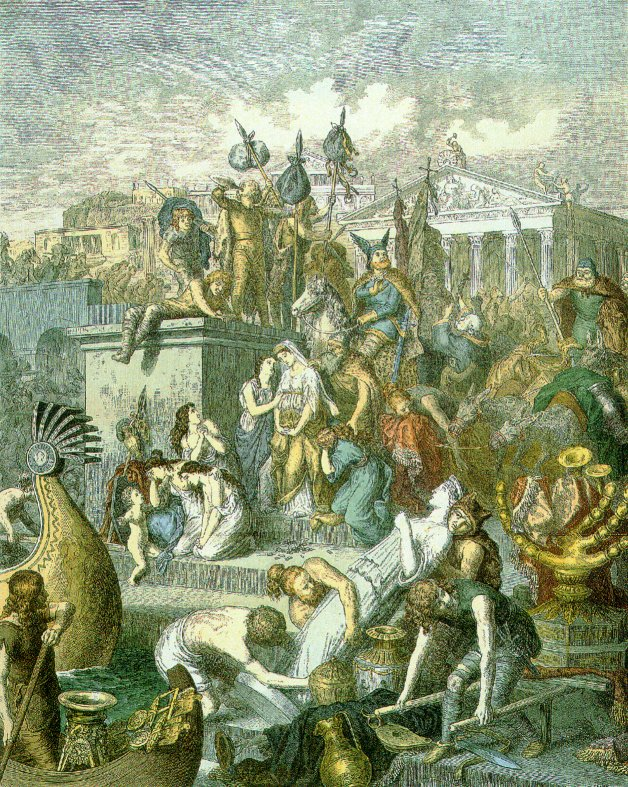
Heinrich Leutemann: Plünderung Roms durch die Vandalen (1860–1880)

Die Vandalen (auch Wandalen, Vandali, Vandili, Vandilier und Vanduli genannt; altgriechisch Οὐανδαλοί Uandaloí, Βανδῆλοι Bandē̃loi, Βανδίλοι Bandíloi) waren ein germanisches Volk, das eine ostgermanische Sprache sprach. Zur Zeit des Tacitus siedelten die Vandalen zunächst in der nordöstlichen Germania magna, breiteten sich später aber weiter aus. Im 5. Jahrhundert gelangten vandalische Krieger im Kontext der sogenannten Völkerwanderung in das Gebiet des heutigen Spaniens und schließlich nach Nordafrika, wo sie ein eigenes regnum etablierten. Mit der Zerschlagung des Vandalenreichs im 6. Jahrhundert durch oströmische Truppen verlieren sich ihre Spuren.

## Geschichte der Vandalen

### Die Frühzeit

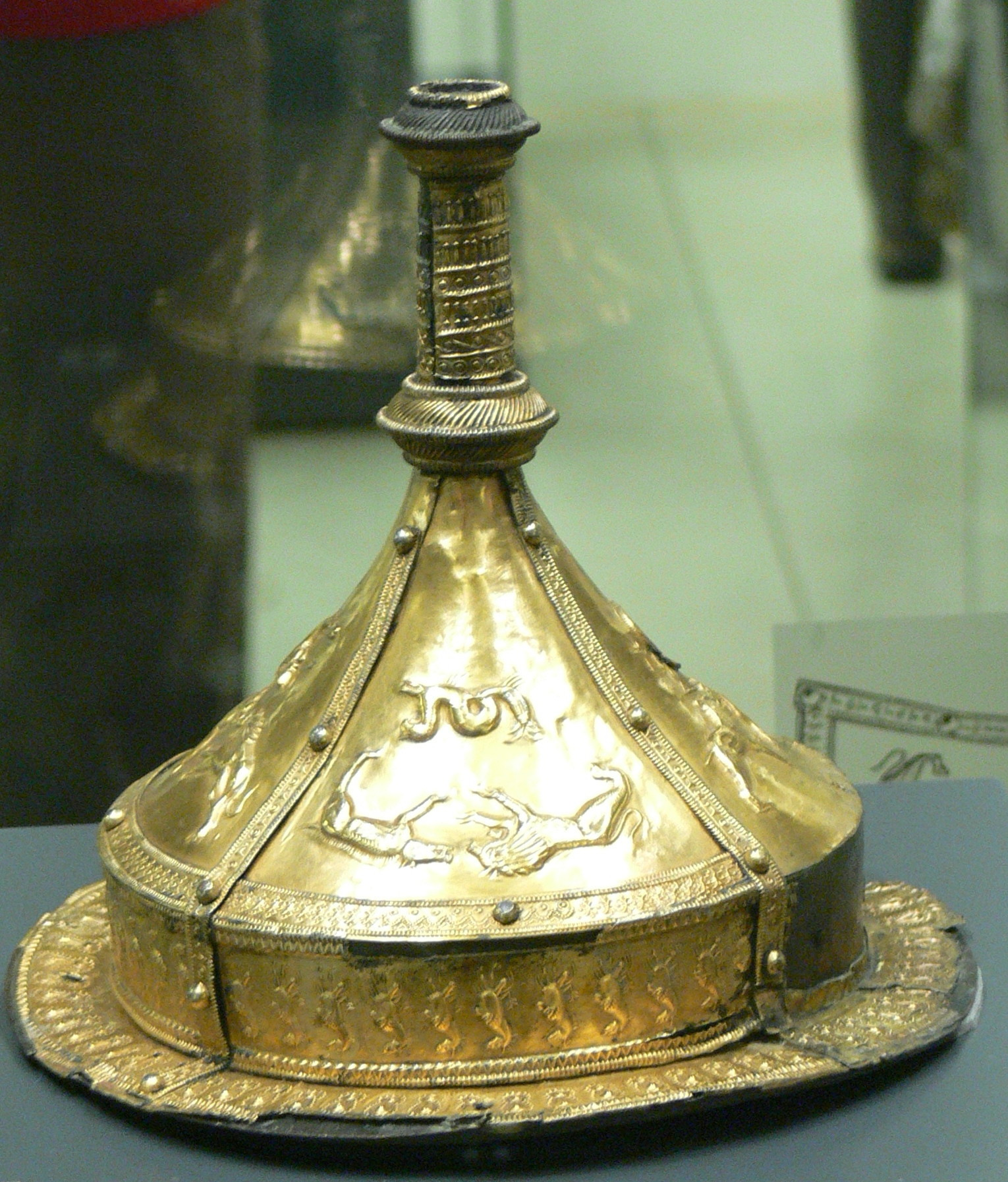
Vandalischer Schildbuckel aus vergoldeter Bronze (3./4. Jahrhundert n. Chr.), Vandalengrab Herpálypuzta, Ungarisches Nationalmuseum, Budapest

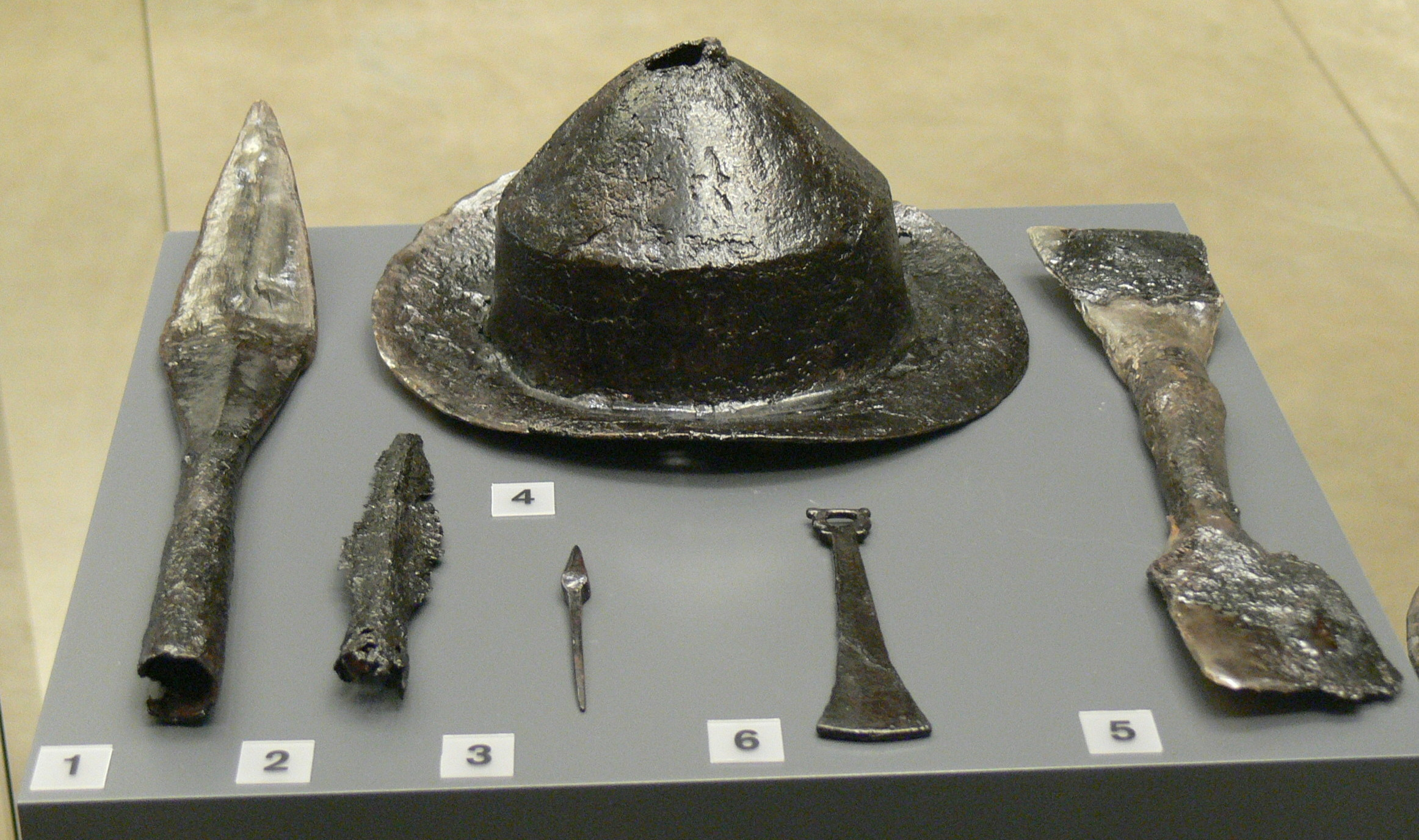
Vandalische Waffen – Schildbuckel und Speerspitzen (3./4. Jahrhundert n. Chr.), Vandalengrab Zalău, Bezirksmuseum Zillenmarkt (Zalău), Rumänien.

Herkunft und Abstammung der Völkergruppe der Vandalen sind nicht restlos geklärt. Im Gegensatz zur älteren Forschung wird versucht, die Prozesse zu verstehen, die zur Bildung ethnischer Identitäten führten, und geht nicht mehr von „wandernden“, fertig ausgebildeten Völkern aus (siehe Ethnogenese). Von Plinius, Tacitus und Ptolemaios werden die Vandilier als Völkergruppe im Weichselgebiet erwähnt, aber verschieden definiert. Wie bei den „Gotonen“/„Gutonen“/„Goten“ ist zwar eine Namenskontinuität bekannt, jedoch kann über die ethnischen Prozesse hinter diesen Namen keine Aussage gemacht werden.
Über die Ursprünge der Vandalen gibt es in den schriftlichen Quellen nur verstreute Aussagen, die in der Forschung intensiv diskutiert werden. Nach Plinius dem Älteren und Tacitus siedelten Vandalen in den ersten Jahrhunderten nach Beginn der christlichen Zeitrechnung östlich der Oder und südlich der damals dort siedelnden Burgunden. Vereinzelte Aussagen zu einer angeblichen Herkunft aus Skandinavien in späteren Quellen sind archäologisch nicht gesichert und eher im Zusammenhang mit fiktiven Herkunftsgeschichten (Origo gentis) zu sehen.
Eine Zugehörigkeit zum Kultverband der Lugier ist möglich: die frühen Vandalen werden in den Quellen mit diesen oft gleichgesetzt. Im 2. Jahrhundert sind unterschiedliche Teilstämme der Vandalen nachweisbar: Die Silingen in Schlesien und die Asdingen oder auch Hasdingen im späteren Pannonia, von wo sie während der Markomannenkriege ins Römische Reich eindrangen. Allerdings ist – wie bei fast allen germanischen gentes der Völkerwanderungszeit – unklar, welche Verbindungen zwischen den Völkern dieses Namens und jenen Verbänden, die dann in der Spätantike in den Quellen erscheinen, bestanden. Unter Konstantin ist jedenfalls eine Ansiedlung der Hasdingen in Pannonien bezeugt.

### Vandalen und Völkerwanderung

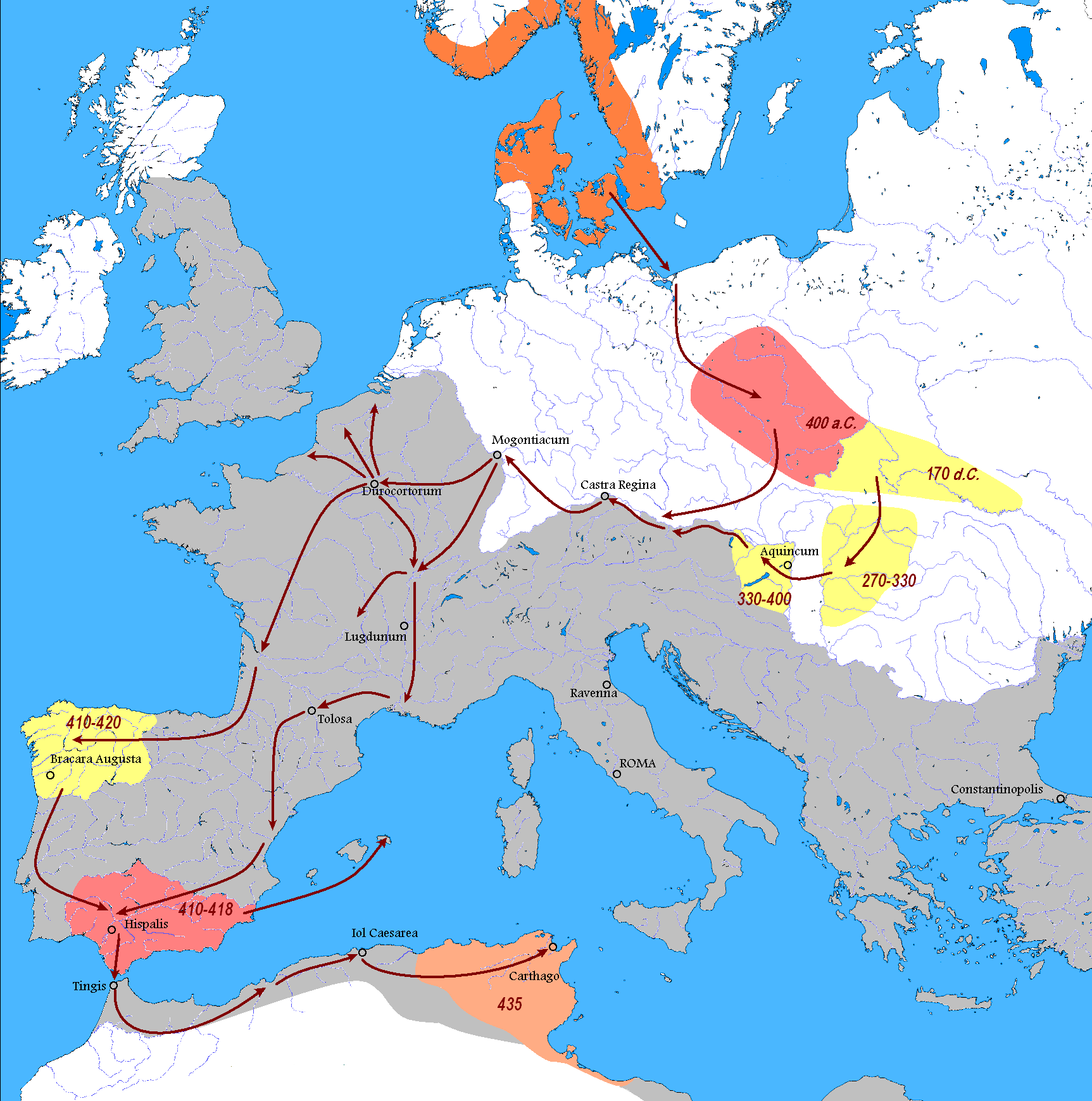
Mutmaßliche Wanderungen der Vandalen bis ca. 435 n. Chr. Eine Herkunft aus dem skandinavischen Raum entspricht jedoch nicht dem heutigen Forschungsstand.

Um das Jahr 400 kann man nördlich der unteren und mittleren Donau große Wanderungen und Umwälzungen feststellen, wahrscheinlich ausgelöst durch das Eindringen der Hunnen. Ein großer vandalischer Verband zog gemeinsam mit den Alanen und Sueben westwärts nach Gallien.
Seit dem 1. Jahrhundert versuchte die römische Politik, die Hegemonie des Römischen Reiches außerhalb der Reichsgrenzen auf friedlichem Wege zu erreichen: durch Verträge (foedera) mit Foederaten, durch die Anwerbung von Soldaten und durch den Handel mit Gewerbe- und Luxusgütern. Das Imperium Romanum war ein wirtschaftlich und politisch stabiler Raum mit einer enormen Sogwirkung auf „barbarische“ Gesellschaften. Langsam entstanden spezialisierte Krieger, soziale Unterschiede und innere Konflikte. Stämme zerfielen, und es bildeten sich neue Einheiten wie eben die in historischen Texten erwähnten „Völker“ der Vandalen und Sueben, die keine Ackerbauern mehr waren, sondern dem Prozess der Verreiterung unterlagen. Nicht, wie in der spätantiken Literatur häufig gemutmaßt, die Flucht vor Hunger und Kälte war der Grund für die Aufgabe alter und den Aufbau neuer Identitäten, sondern der Aufbruch zu neuen Möglichkeiten in der reichen mediterranen Welt.

#### Rheinüberquerung (406/407), Ansiedlung auf der iberischen Halbinsel (409–429)

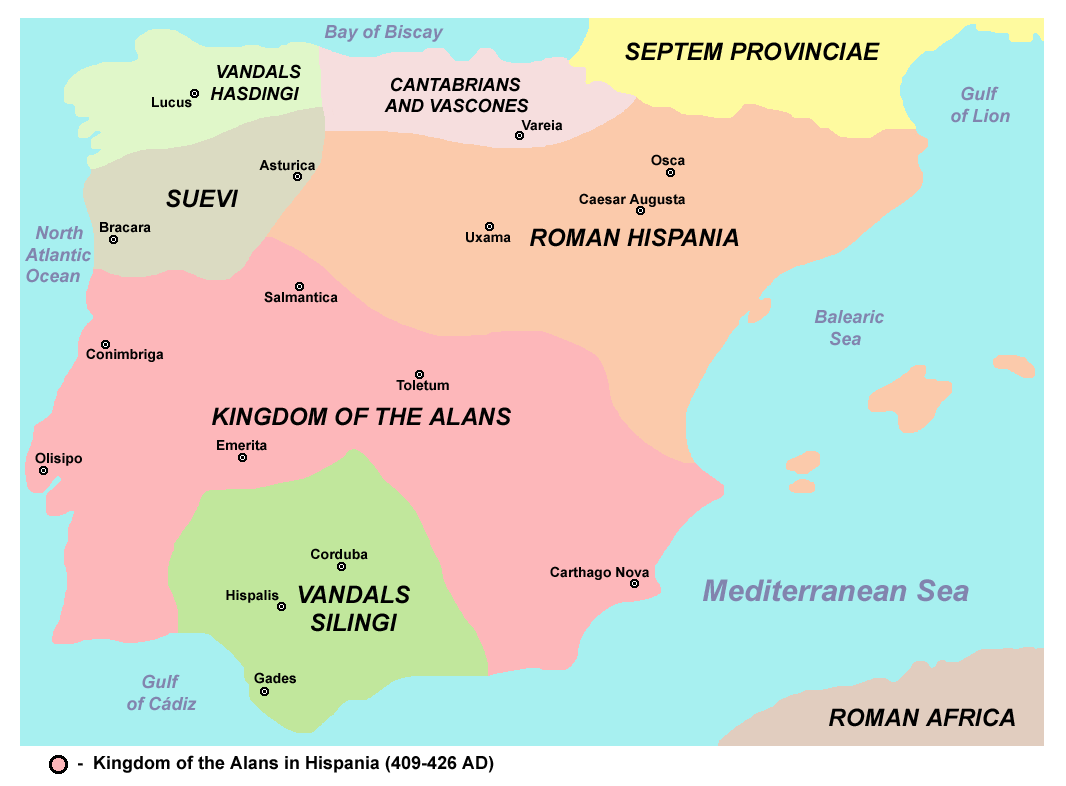
411: Aufteilung der Iberischen Halbinsel zwischen Alanen, Sueben, Asdingen (Nordwesten) und Silingen (Süden), der Nordosten blieb zunächst römisch

Am 31. Dezember 406 überschritt ein vandalischer Verband gemeinsam mit einer großen Gruppe von Alanen und Sueben den Rhein und fiel in die römische Provinz Gallien ein (siehe Rheinübergang von 406); Grund war vermutlich die Flucht vor den weiter vordrängenden Hunnen. Fränkische Foederaten, die sich ihnen entgegenstellten, wurden geschlagen. Die weströmische Geschichte des 5. Jahrhunderts ist eine Abfolge von Machtkämpfen und Bürgerkriegen, und jedes Mal wurden von den Konfliktparteien nichtrömische Truppen gegeneinander aufgeboten. Die unabhängig operierenden Kriegergruppen der Goten unter Alarich I. in Italien und der Vandalen, Alanen und Sueben stellten dabei zunehmend einen eigenen Machtfaktor dar.
Im Jahre 409 zog der alanisch-vandalisch-suebische Verband unter Ausnutzung eines weiteren Bürgerkrieges nach Spanien und begründete dort verschiedene kurzlebige Staatswesen. Das suebische Königreich in Galicien bestand bis ins späte 6. Jahrhundert. In der Vergangenheit wurde vermutet, dass der arabische Name für Spanien, Al-Andalus (der sich in der Landschaftsbezeichnung Andalusien erhalten hat) eine arabische Bezeichnung für das „Land der Vandalen“ sei. Diese Auffassung ist umstritten. Nach einem römischen Feldzug, in dessen Verlauf auch westgotische Heere eingesetzt worden waren, brachen diese politischen Gebilde in Spanien zusammen; die silingischen Vandalen wurden in der Baetica fast restlos vernichtet, die asdingischen Vandalenkrieger vereinigten sich mit den Alanen. Gemeinsam mit Kämpfern anderer Herkunft setzten sie im Mai 429 nach Africa über.

#### Das vandalische Königreich in Nordafrika

Das Vandalenreich („Reino vándalo“) in seiner größten Ausdehnung im Jahr 526

Geiserich führte im Jahr 429 die Vandalen (rund 15.000 bis 20.000 Krieger und ihre Angehörigen – Prokopios spricht von insgesamt 80.000 Menschen) nach Nordafrika. Nach Prokopios hatte der römische General Bonifatius die Vandalen als Foederaten „eingeladen“, um sich mit ihrer Hilfe einer Attacke des Kaiserhauses zu erwehren, habe sich dann aber doch den Invasoren entgegengestellt. Allerdings ist diese Darstellung umstritten, zumal Bonifatius zu diesem Zeitpunkt nach Ansicht mancher Forscher wieder in gutem Einvernehmen mit Ravenna stand. Sicher ist, dass die Vandalen die Reichtümer der römischen Provinz Africa begehrten, des Herzstücks des westlichen Reiches, das Italien mit Getreide versorgte und einen großen Teil der Steuereinkünfte erwirtschaftete. Überdies hatte sich Karthago wiederholt als guter Ausgangspunkt erwiesen, um in die Machtkämpfe in Italien einzugreifen. Die Vandalen marschierten durch das heutige Marokko und Algerien und belagerten und plünderten mehrere Städte. Dabei kam in Hippo Regius Augustinus ums Leben. Einige Berberstämme schlossen sich ihnen an. Auch Vertreter der christlichen Glaubensströmung des Donatismus unterstützten die Vandalen, da sie sich unter deren Herrschaft Schutz vor der Verfolgung durch die römische Staatskirche versprachen. Bonifatius, der sich mit dem Kaiserhaus arrangiert hatte, bekämpfte sie nun, wurde aber nach Italien abberufen, um gegen Aëtius zu kämpfen. Dabei fand er den Tod.

##### Erringung der Seeherrschaft im westlichen Mittelmeer
Nach der Eroberung größerer Gebiete durch Geiserich schloss die nun von dem General Flavius Aëtius kontrollierte westliche Reichsregierung 435 einen Vertrag mit den Eroberern, der ihnen Gebiete in Mauretanien (den beiden Provinzen Mauretania Tingitana und Mauretania Caesariensis) und Numidien zugestand. 439 wurde unter Bruch des Vertrags dennoch Karthago erobert, die größte Stadt des Westens nach Rom, wobei den Vandalen die dort stationierte römische Flotte in die Hände fiel. Die Vandalen und Alanen errichteten ein Königreich (regnum) in den reichen nordwestafrikanischen Provinzen Byzacena und Proconsularis (etwa im Gebiet des heutigen Tunesien), das nach dem Scheitern einer Gegenoffensive 442 auch von Valentinian III. faktisch anerkannt wurde. Formal blieb Africa allerdings Bestandteil des Römischen Reiches. Mit Hilfe der erbeuteten Schiffe (die Vandalen unterhielten als einziger germanischer Verband eine nennenswerte Flotte) gelang ihnen die Eroberung Sardiniens, Korsikas und der Balearen. In Nordafrika übernahm Geiserich die Kaisergüter als eigenen Besitz, tastete römisches Privateigentum jedoch kaum an. Schnell übernahmen die ohnehin bereits weitgehend romanisierten Vandalen die römische Lebensweise, grenzten sich jedoch durch ihren arianischen Glauben von der Oberschicht der Region ab.

##### Die Plünderung Roms 455
Im Jahr 455 plünderten die Vandalen und Alanen unter Geiserich Rom. Der im 18. Jahrhundert aus dieser Begebenheit hergeleitete Begriff Vandalismus als Bezeichnung für „fanatisches Zerstören um seiner selbst willen“ ist dabei historisch sowie sachlich inkorrekt. Die Vandalen plünderten die Stadt Rom zwar gründlich und nicht ohne Brutalität (wobei die Bewohner aber auf Bitten des Papstes weitgehend geschont wurden), doch ohne blinde Zerstörungswut; vielmehr wurden systematisch Wertgegenstände geraubt. Dies war auch kein reiner Beutezug, sondern vor allem ein Eingreifen in die höchste Ebene der Reichspolitik: Kaiser Valentinian III. hatte seine Tochter Eudocia als Braut für den vandalisch-alanischen Thronfolger Hunerich versprochen, doch nach der Ermordung des Kaisers hatte sein Nachfolger Petronius Maximus das Mädchen mit seinem Sohn Palladius verheiratet. Offenbar riefen die Witwe Valentinians und ihre Töchter daraufhin Geiserich gegen den Usurpator zu Hilfe, und die Hauptstadt wurde angegriffen. Man öffnete Geiserich die Tore. Die Vandalen brachten wertvolle Beute nach Hause. Ebenso wurden zahlreiche Menschen, darunter die Witwe Valentinians und vor allem Handwerker, die im vandalischen Königreich benötigt wurden, nach Karthago gebracht. Gleichzeitig wurden Sardinien, Korsika, die Balearen und schließlich auch Sizilien (wenn auch nur kurzfristig) in den vandalischen Herrschaftsraum einbezogen. Zudem kontrollierten die Vandalen nun endgültig die Getreideversorgung des Westreiches.
Noch vor der Plünderung von Rom war Petronius Maximus zu Tode gekommen. Dies geschah jedoch nicht, wie oft behauptet wird, durch die Hand der Vandalen (beispielsweise gibt es ein Bild aus dem 19. Jahrhundert, auf welchem seine Enthauptung gezeigt wird). Petronius Maximus wurde auf der Flucht, als einfacher Bürger verkleidet, erkannt und (je nach Quelle) entweder von burgundischen Hilfstruppen gesteinigt, von der stadtrömischen Bevölkerung erschlagen oder von einem Legionär namens Ursus getötet. Geiserich erhob keinen neuen Kaiser, forderte aber in der Folgezeit wiederholt, Olybrius, den Schwager seiner Schwiegertochter, mit dem Purpur zu bekleiden. Der weströmische Kaiser Majorian stellte im Jahr 460 neue Truppen auf und verlegte sie mit einer Flotte von 300 Schiffen nach Cartagena. Als die römische Flotte jedoch unbewacht in der Bucht von Alicante ankerte, wurde sie in der Schlacht bei Cartagena von den Vandalen überrascht und vernichtet. Das römische Landheer fiel beim Rückmarsch nach Italien auseinander, Majorian wurde auf Befehl des Heermeisters Ricimer getötet.
Das vandalische Königreich wurde 468 Ziel einer großangelegten gemeinsamen Militäroperation des Westreiches unter Anthemius und des Oströmischen Reiches unter Leo I., die jedoch scheiterte. Geiserich gelang es, die große römische Flotte in Brand zu setzen. Nach dem Scheitern eines weiteren römischen Feldzugs im Jahr 470 wurde daher 474 der Familie Geiserichs in einem Vertrag zwischen dem oströmischen Kaiser und Geiserich der Besitz der Provinz Africa und der Inseln garantiert, doch waren die Vandalen wohl schon bald nicht mehr in der Lage, diese Regionen immer effektiv zu kontrollieren.

##### Die Nachfolger Geiserichs bis zum Ende des Reiches
Im Inneren gab es unter Geiserichs Nachfolgern Probleme, da die Vandalen Arianer waren, die Mehrheit der römischen Bevölkerung jedoch nizänisch blieb. Es kam zu massiven Verfolgungen der Katholiken, vor allem unter Hunerich (483/84). Eine wichtige Quelle dazu ist das (freilich tendenziöse) Werk des Victor von Vita. Offenbar war die Religionspolitik der Vandalen weit weniger tolerant als die der ebenfalls arianischen Ostgoten; das brachte ihnen die Verachtung der Römer ein.
Die Ursache lag, folgt man Konrad Vössing, in Auseinandersetzungen um die Herrschaftsnachfolge. Geiserich hatte festgesetzt, dass der jeweils Älteste aus der erbberechtigten Familie die Nachfolge antreten sollte. Hunerich wollte aber seinen Sohn als Nachfolger durchsetzen, wozu er gegenüber den Arianern Konzessionen machen musste, obwohl er noch 481 die Rückkehr der Katholiken und die Einsetzung eines Bischofs namens Eugenius in Karthago erlaubt hatte.
Vor allem aber mussten sich die Vandalen der Angriffe von Berbern erwehren, die unter Masties nach und nach die Kontrolle über das Bergland erlangten, das nicht von den germanischen Kriegern besiedelt war. Diese machten sowieso kaum mehr als zwei oder drei Prozent der Bevölkerung aus. Ihre Güter konzentrierten sich in der Region von Karthago und westlich von Hippo Regius bis Sitifis; sie übernahmen den Lebensstil der römischen Großgrundbesitzer. Ob der von spätantiken Quellen erhobene Vorwurf der Dekadenz der Vandalen zutrifft, darf allerdings bezweifelt werden – schließlich mussten sie sich permanent äußerer Angriffe erwehren.
Das Ende kam erst, als Ostrom Thronstreitigkeiten innerhalb des Vandalenreiches zum Anlass für eine erneute Militärexpedition nahm: Zumindest nach Ansicht der Römer hatte der Vertrag von 474 nur für Geiserich und seine rechtmäßigen Nachfolger gegolten; als der Usurpator Gelimer im Jahr 530 den Thron bestieg, verschlechterten sich die Beziehungen zwischen Karthago und Konstantinopel. 533/534 eroberten oströmische Truppen unter Belisar, Feldherr des Kaisers Justinian I., das vandalische Königreich. Zu Hilfe kam ihnen dabei der Umstand, dass das vandalische Hauptheer auf Sardinien einen Aufstand niederschlug. So war die Zahl der vandalischen Krieger zu gering, um die beiden schweren Niederlagen (Schlacht bei Ad Decimum, Schlacht bei Tricamarum), die ihnen Belisar mit Glück und Geschick zufügte, verkraften zu können. Gelimer wurde nach Konstantinopel gebracht und musste sich im Rahmen des Triumphzuges dem Kaiser unterwerfen, verbrachte seinen Lebensabend aber komfortabel auf einem Landgut in Galatien. Eine große Zahl vandalischer Kriegsgefangener wurde im Sommer 534 nach Konstantinopel verbracht und später von Ostrom in den Perserkriegen eingesetzt. Nordafrika wurde wieder in das Imperium Romanum integriert (siehe Byzantinische Herrschaft im Maghreb). Der letzte bewaffnete vandalische Widerstand unter Guntarith erlosch im Jahr 546. In den Quellen erscheinen von da an keine Vandalen mehr. Die Reste der geringen germanischen Bevölkerung wurden wohl größtenteils nach Osten deportiert, während mehrere Vandalen in der kaiserlichen Armee dienten.

### Zeittafel
- Um 375: Vor den Hunnen ausweichende Goten drängen viele Vandalen nach Westen.
- Rheinübergang von 406: Vandalen setzen mit nicht-germanischen Alanen und germanischen Sueben über den Rhein und plündern Gallien.
- 409 Zug nach Hispania
- 411 Niederlassung in der Baetica und in der Gallaecia
- 415–418 schwere Niederlagen gegen die für die Römer intervenierenden Westgoten, fast vollständige Vernichtung der silingischen Vandalen
- 429 dringen die hasdingischen Vandalen zusammen mit restlichen Silingen und Alanen unter König Geiserich von Südspanien aus nach Nordafrika vor und erobern die dortigen römischen Provinzen. Von 430 bis 439 ist Hippo Regius die vandalische Hauptstadt. Während der vandalischen Belagerung von Hippo Regius stirbt in der Stadt deren Bischof Augustinus von Hippo.
- 439 erobert Geiserich vertragsbrüchig die reiche Provinz Africa Proconsularis, das heutige nördliche Tunesien, und macht Karthago zur Hauptstadt des Vandalenreiches.
- 455 Besetzung und Plünderung Roms; die Balearen, Korsika, Sardinien und Sizilien kommen zum Vandalenreich.
- Ebenfalls 455 Konfiszierung katholischer liturgischer Gegenstände und Kirchenschließungen.
- 474 erkennt der oströmische Kaiser Zenon die Herrschaft der Vandalen in Nordafrika an.
- 477 Geiserich stirbt, und sein Sohn Hunerich wird König.
- 483/484 Große Katholikenverfolgungen unter Hunerich
- 24. Februar 484: Ein Dekret verlangt den Übertritt aller Katholiken zum Arianismus bis zum 1. Juni.
- 484 Gunthamund wird König und beendet die Verfolgungen
- 496 König Gunthamund wird durch Thrasamund abgelöst.
- 523 König Hilderich erlaubt den Katholizismus.
- 530 Gelimer stürzt Hilderich und wird König, erneute Repressalien gegenüber den Katholiken
- 534 endet die Herrschaft der Vandalen in Nordafrika mit der Eroberung des Gebiets durch den oströmischen Kaiser Justinian I.
- 546 scheitert der Restaurationsversuch des in byzantinischen Diensten stehenden Vandalenführers Guntharith.

## Wirtschaft, Gesellschaft, Sprache und Kultur
Über die mit dem Gotischen nah verwandte vandalische Sprache ist wenig bekannt.
Den Asdingen standen anfangs zwei aus adligem Geschlecht stammende Könige vor, später war es nur noch einer. Sie waren mit den Sueben verschwägert.
Die Vandalen wurden um 350 zu arianischen Christen. Über Wirtschaft, Gesellschaft und Kultur der Vandalen vor dem Beginn der großen Wanderung ist nur sehr wenig bekannt. Die im heutigen Polen liegende Przeworsk-Kultur wird meist mit den Vandalen in Verbindung gebracht. Diese Zuweisung ist jedoch sehr unsicher. In Gallien und Spanien lassen sich keine archäologischen Funde mit den Vandalen in Verbindung bringen.
In Nordafrika ersetzten die Vandalen die Elite des römischen Afrika und profitierten von dem Reichtum dieser Provinz. Die Vandalen scheinen in Afrika einen in jeder Hinsicht römischen Lebensstil gepflegt zu haben, was sich aus der Kunst und Architektur dieser Zeit, aber auch aus den Schriftquellen erschließen lässt.
Im Wesentlichen integrierten sich die vandalischen Herren in die ökonomischen Strukturen der spätantiken Mittelmeerwelt, und auch die Kultur des Altertums wurde im vandalischen Nordafrika gepflegt. Die vandalische Münzprägung ist Gegenstand von Diskussionen.

## Liste der vandalischen Könige und deren dynastische Verbindung
- Godigisel (?–406, König)
  - Gunderich (?–428, König 406–428)
  - Geiserich (ca. 389–477, König 428–477)
    - Theoderik († ca. 479/81)
      - Godagis († vor 484)

    - Hunerich (um 420–484, König 477–484)
      - Hilderich (König 26. Mai 523–530; 533 hingerichtet)

    - Gento († vor 477)
      - Gunthamund (?–496, König 484–496)
      - Thrasamund (?–523, König 496–523)
      - Hoamer (Vater ungesichert, Neffe Hilderichs), († vor 533)
      - Euagees (Vater ungesichert, Neffe Hilderichs), († 533)
      - Geilarith (auch Gelaris)
        - Gelimer (?–553, König 530–534)
        - Ammatas (?–533)
        - Tzazo (?–533)
          - Gibamund (Vater ungesichert, Neffe Gelimers), (?–533)

## Gleichsetzung der Begriffe Vandalen und Wenden
In mittelalterlichen Überlieferungen wurde die Bezeichnung Vandali mit der Bezeichnung Wenden oder Slawen gleichgesetzt. Die Vermischung dieser Bezeichnungen konnte in der Forschung bisher nicht abschließend geklärt werden.
Seit dem 8. Jahrhundert war der Name der Vandalen in Bezug auf die Slawen vor allem im süddeutschen Raum gebräuchlich. Im europäischen Raum kam im 12. Jahrhundert eine Diversifizierung und Nationalisierung der Geschichtsforschung auf. Auch in den slawischen Königreichen machte die Geschichtsschreibung diese Entwicklung mit. Die polnischen Beispiele solcher Geschichtswerke, die Chronica Polonorum des Vincentius Kadlubek, wobei er aber in seiner Wanda (Sage) erklärt, dass Wanda am Fluss Wandalus unter den Wandalen wohnt. Die Fortsetzung derselben Sage durch Dierszwa und die Chronik des Baszko/Boguphal beinhalten eine Geschichtsschreibung, die die Polen (angeblich) von den Vandalen abstammen lässt.
Noch im Geschichtswerk des Jan Długosz aus dem 15. Jahrhundert findet sich der Satz: „Vandali, qui nunc Poloni dicuntur“. Gestützt wurden die polnischen Geschichtsmodelle des 12. bis 15. Jahrhunderts mit der Völkergenealogie, die in der sogenannten „Fränkischen Völkertafel“ enthalten ist. Diese, in einer Beziehung zu Tacitus stehende, Quelle war wahrscheinlich vor dem achten Jahrhundert im fränkischen Raum die Ausgangsbasis für die Gleichsetzung der Slawen/Wenden mit den Vandalen. Mit der Gleichsetzung wurden die Verhältnisse, die die slawischen Ethnogenesen in den Jahrhunderten zuvor geschaffen hatten, in ein europäisch-fränkisches Geschichtsbild integriert.
Die Verwendung des Vandalennamens hatte auf Basis der mittelalterlichen Traditionen sowohl für die slawische Bevölkerung als auch als Selbstbezeichnung politischer Gebilde im „Wendenland“ eine lange Tradition. Der Humanist Albert Krantz nahm diese Tradition in seiner 1519 posthum erschienenen Wandalia auf. Darin behandelt er die Geschichte verschiedener slawischer Völker, hanseatischer Städte und des herzoglich mecklenburgischen Hauses, deren Herkunft und Entstehung er auf die antiken Vandalen zurückführte. Der Rückschluss auf diesen Zusammenhang wurde wesentlich auf den sogenannten Pseudo-Berossos des Humanisten Annius von Viterbo gestützt. Es handelte sich bei diesem erstmals 1499 gedruckten Text um eine humanistische Fälschung, die Elemente der Biblischen Erzählung mit den germanischen Genealogien des Tacitus zu verbinden beabsichtigte. Die von Krantz vor allem auf Basis des Pseudo-Berossos vollzogene Germanisierung der Slawen wurde im polnischen Humanismus, namentlich vom im Auftrag des Königs Sigismund August schreibenden Martin Cromer, zurückgewiesen.
Eine weitere Vermengung der Namen kam seit dem 14. Jahrhundert durch die lateinischen Übersetzungen für die Bezeichnung der „wendischen Städte“ Danzig, Lübeck, Wismar, Rostock, Stralsund, Königsberg, Riga und andere Hansestädte auf. Latinisiert wurden diese Städte als „vandalicae urbes“ bezeichnet. Die Bezeichnung wendische Städte stand im Zusammenhang mit der Einteilung der Hanse in Quartiere. Das Hansequartier mit dem Vorort Lübeck, das die aufgezählten Städte umfasste, wurde als wendisches Quartier bezeichnet. Die Gleichsetzung von Vandalen und Wenden ist auch in der lateinischen Umschrift der Corona Danica von 1618 dokumentiert mit CHRISTIANUS • D(ei) : G(ratia) : DANIAE •// NORVEGI(ae) : VANDALO(rum) : GOTORU(m) : Q(ue) • REX • 1618.
Auch im Namen des pommerschen Teilherzogtums Wenden findet sich im Lateinischen die Form „Ducatus Vandaliae“. Erst diese gelehrte Latinisierung beinhaltete eine historische Dimension, die von der humanistischen Geschichtsschreibung zu Spekulationen verwendet werden konnte. Die Wurzeln der Bezeichnung reichen weit ins frühe Mittelalter. Vor diesem Hintergrund kann eine Reihe von Geschichtskonzeptionen aus dem Umkreis des mecklenburgischen Hofes gedeutet, erklärt und in einen Zusammenhang gestellt werden.
Zwischen dem 16. und 18. Jahrhundert setzte sich in der Geschichtsforschung eine Negierung der Gleichsetzung Wenden und Vandalen durch, die die Wortverwendung auf einen Irrtum der mittelalterlichen Autoren zurückführt.